# عبد العظيم الضامن
عبد العظيم الضامن هو فنان تشكيلي وناشط ثقافي سعودي من مواليد جزيرة تاروت، القطيف. درس بجامعة الملك سعود بالرياض، وحاصل على بكالوريوس التربية الفنية.

## الحياة الشخصية
ولد عبد العظيم الضامن بجزيرة تاروت عام 1383هـ، وتلقى تعليمه حتى المرحلة الثانوية فيها. تخرج في جامعة الملك سعود بالرياض بكالوريوس تربية فنية عام 1407هـ.

## إنجازاته
ترأس الضامن قسم الفنون التشكيلية بجمعية الثقافة والفنون بالدمام وجماعة بين مائين للفنون التشكيلية، وجماعة أطياف عربية للفنانين العرب، وجماعة عشتاروت لفناني القطيف. وانتسب عضواً في عدّة منظّمات أخرى في الجمعية التونسية للتربية الفنية، ونقابة الفنون والثقافة الجزائرية، ومهرجان المحرس الدولي للفنون بتونس، والجمعية التاريخية السعودية كما أشرف على قسم الفنون التشكيلية في الأسبوع الثقافي لجامعات المملكة في جامعة الملك فهد للبترول والمعادن بالظهران.
فاز الضامن بجائزة أفضل ديكور للنشاط المسرحي بالجامعة عام 1997م. وهو مؤسس ومدير عام مركز إبداع الثقافي بالقطيف المتأسس عام 1415هـ، وحائز على مرتبة الشرف للتميز والإبداع العالمية للعام 2014م من منظمة السلام والصداقة الدولية بمملكة الدنمارك، وهو ممثل معتمد لمنظمة السلام والصداقة الدولية بالسعودية.

## مؤلفاته
ألّف الضامن عدّة مؤلفات، منها: الحركة التشكيلية في المنطقة الشرقية، وقراءة في بيوغرافيا الفن التشكيلي للساحل الشرقي من المملكة العربية السعودية ويضم الكتاب سيرة ذاتية للفنانين التشكيليين وأعمالهم الفنية، وقراءة في سيرة الفن التشكيلي في السعودية منذ نشأتها. وإضافةً إليها فقد ألّف كتاب الجورنيكا (دراسة نقدية) وكتاب سلسلة فنانون سعوديون إضافةً إلى مبادئ الرسم والتلوين للموهوبين.

## وصلات خارجية
- عبد العظيم الضامن في إحدى ورشات العمل على اليوتيوب.
- مقالة لعبد العظيم الضامن بعنوان «المتاحف الشخصية ثروة وطنية» في صحيفة اليوم.
- لقاء خاص مع القنان التشكيلي والسعودي عبد العظيم الضامن على قناة الإيمان.
- لوحة المحبة والسلام بمهرجان لملوم الخامس مع الفنان عبد العظيم الضامن على اليوتيوب.
- ورشة عمل حروفيات لعبد العظيم الضامن في سانت لويس، بأمريكا على اليوتيوب.
- لقاء الأسبوع مع الفنان عبد العظيم الضامن على قناة DDM.
- رسالة أمل للضامن على اليوتيوب.
- لوحة المحبة والسلام - عبد العظيم الضامن على اليوتيوب.
- لقطات متنوعة لعبد العظيم الضامن في ورشات عمل مُختلفة على اليوتيوب.
- لقاء الثقافية مع الفنان عبد العظيم الضامن.
- عبد العظيم الضامن مشرفاً على رسم أطول لوحة في العالم، لقاء قناة السعودية الأولى.
- محاضرة «دور الفن في تنمية المجتمع» لعبد العظيم الضامن.
- منوعات من لوحات عبد العظيم الضامن في مهرجان سينما الذاكرة بالناظور.
- تقنيات الفن لعبد العظيم الضامن على اليوتيوب.
- لقطات من تكريم الصين لعبد العظيم الضامن على اليوتيوب.
- عبد العظيم الضامن في مهرجان العيد بالجارودية.
- تقرير: ملتقى المحبة والسلام ينظمها عبد العظيم الضامن على قناة لقطة العدسة الإعلامية.
- مبادرة قطيفنا الجميلة بإشراف الفنان عبد العظيم الضامن.
- مبادرة قطيفنا جميلة لسور كلية المعهد التقني بالقطيف.